# Bulle FR
| FR ist das Kürzel für den Kanton Freiburg in der Schweiz. Es wird verwendet, um Verwechslungen mit anderen Einträgen des Namens Bulle zu vermeiden. |

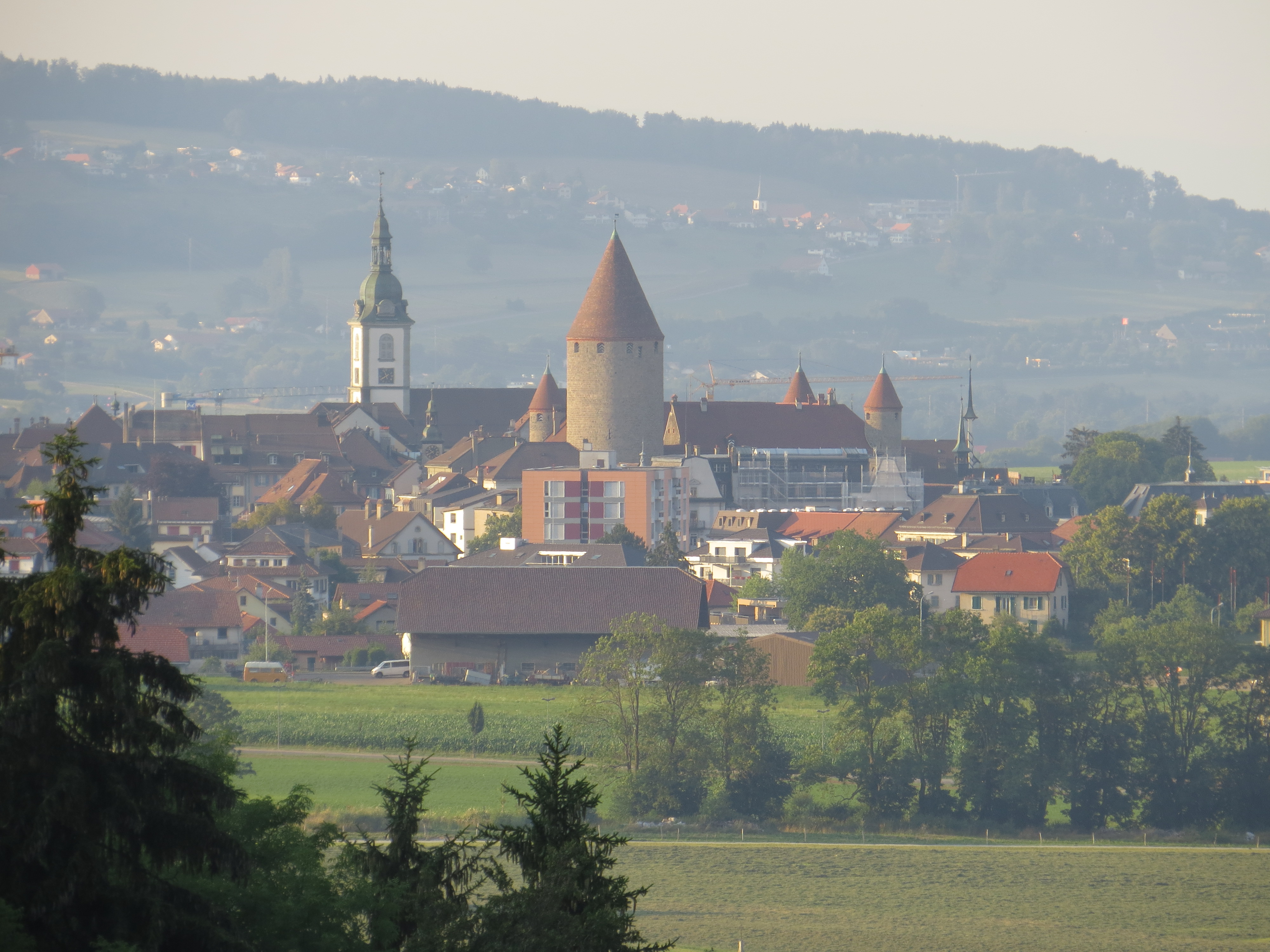
Bulle FR von Südwesten

Bulle ([byl]; Freiburger Patois Buloⓘ) ist eine politische Gemeinde im französischsprachigen Teil des Kantons Freiburg in der Schweiz. Die Stadt liegt im Greyerzbezirk westlich des Greyerzersees. Bulle ist die zweitgrösste Stadt des Kantons Freiburg und ein wichtiges regionales Wirtschafts- und Handelszentrum im südlichen Kantonsteil. Der deutsche Name Boll wird heute kaum mehr verwendet.
Am 1. Januar 2006 wurde La Tour-de-Trême nach Bulle eingemeindet.

## Geographie
Bulle liegt auf 771 m ü. M., 22 km südsüdwestlich der Kantonshauptstadt Freiburg (Luftlinie). Die Stadt erstreckt sich in der leicht nach Osten geneigten Ebene nördlich des Bergbachs Trême, im weiten Becken von Bulle im Greyerzerland, am Nordfuss des Massivs des Moléson. Wenige Kilometer östlich der Stadt liegt der Stausee Greyerzersee, der von der Saane (französisch: Sarine) durchflossen wird.
Die Fläche des 23,9 km² grossen, stark verzweigten Gemeindegebiets umfasst einen Abschnitt des Beckens von Bulle im freiburgischen Alpenvorland. Der Hauptteil des Gebietes wird von der Ebene bei Bulle eingenommen, welche von der Trême durchflossen wird. Im Osten reicht das Gebiet bis an die Saane kurz oberhalb ihrer Mündung in den Greyerzersee und umfasst das ausgedehnte Waldgebiet des Bois de Bouleyres, im Nordosten reicht es auf den Waldhügel Vaucens (830 m ü. M.). Nach Norden erstreckt sich die Gemeindefläche über die Talniederung der Sionge und umfasst einen Teil des Südhangs des Mont de Riaz, der zum Hügelzug des Gibloux gehört.
In einem schmalen Streifen reicht der Gemeindeboden nach Südwesten über die Anhöhe zwischen dem Bach Russon und der Trême bis auf die Nordostabdachung der Waldhöhe Les Alpettes (bis 1180 m ü. M.). Die östliche Grenze bildet dabei stets die mit einem Erosionstal in die Flyschschichten der Voralpen eingeschnittene Trême. Ein weiterer schmaler Zipfel erstreckt sich nach Süden auf die nördlichen Vorberge des Moléson. Auf der Höhe oberhalb der Alp Maulatrê wird mit 1390 m ü. M. der höchste Punkt von Bulle erreicht. Von der Gemeindefläche entfielen 1997 17 % auf Siedlungen, 31 % auf Wald und Gehölze, 51 % auf Landwirtschaft, und rund 1 % war unproduktives Land.
Zu Bulle gehören die Ortschaft und früher selbständige Gemeinde La Tour-de-Trême, mehrere Gewerbe- und Wohnsiedlungen am Stadtrand sowie zahlreiche Einzelhöfe. Nachbargemeinden von Bulle sind Riaz, Echarlens, Morlon, Broc, Greyerz, Le Pâquier (FR) und Vuadens.

## Bevölkerung
| Bevölkerungsentwicklung       | Bevölkerungsentwicklung |
| Jahr                          | Einwohner               |
| ----------------------------- | ----------------------- |
| 1669                          | 816                     |
| 1785                          | 917                     |
| 1799                          | 1180                    |
| 1811                          | 1213                    |
| 1818                          | 1342                    |
| 1831                          | 1472                    |
| 1836                          | 1513                    |
| 1845                          | 1883                    |
| 1850                          | 1833                    |
| 1860                          | 2086                    |
| 1870                          | 2274                    |
| 1880                          | 2494                    |
| 1890                          | 2746                    |
| 1900                          | 3330                    |
| 1910                          | 4035                    |
| 1920                          | 4373                    |
| 1930                          | 4110                    |
| 1941                          | 4644                    |
| 1950                          | 5255                    |
| 1960                          | 5983                    |
| 1970                          | 7556                    |
| 1980                          | 7595                    |
| 1990                          | 9062                    |
| 2000                          | 11'149                  |
| 2005                          | 16'0411)                |
| 2010                          | 18'947                  |
| 2015                          | 21'991                  |
| 2020                          | 24'412                  |
| 2023                          | 26'749                  |
| 1) inklusive La Tour-de-Trême |                         |
| Quellen: Volkszählungsdaten   |                         |

Mit 26'749 Einwohnern (Stand 31. Dezember 2023) ist Bulle die zweitgrösste Gemeinde des Kantons Freiburg. Von den Bewohnern waren im Jahr 2000 85,1 % französischsprachig, 4,5 % portugiesischsprachig, und 3,1 % sprachen Deutsch. 
Die Bevölkerungszahl von Bulle belief sich 1900 auf 3330 Einwohner. Das Wachstum der Bevölkerung spiegelt die industrielle und wirtschaftliche Entwicklung der Stadt wider. Vor allem um 1900 und um die Mitte des 20. Jahrhunderts wurden deutliche Bevölkerungszunahmen beobachtet, während sich die Krise der 1970er-Jahre in einem Nullwachstum während dieses Jahrzehnts auswirkte. Seit 1980 (durchgehende Eröffnung der Autobahn Bern-Vevey 1981) verzeichnet Bulle eine der stärksten Wachstumsraten der Gemeinden ihrer Grössenklasse in der Schweiz. 1995 wurde die Grenze von 10'000 Einwohnern überschritten. Das Siedlungsgebiet von Bulle ist heute lückenlos mit demjenigen von La Tour-de-Trême (südlich des Baches Trême) zusammengewachsen. Mit der Eingemeindung von La Tour-de-Trême im Jahr 2006 wurde ein weiterer markanter Bevölkerungszuwachs registriert.

## Politik
- Grüne: 6
- SP: 13
- GLP: 3
- CVP: 8
- FDP: 15
- SVP: 5

### Legislative
Gesetzgebende Behörde ist der von den Stimmberechtigten der Gemeinde Bulle alle fünf Jahre gewählte Generalrat (conseil général). Die 50 Abgeordneten werden im Proporzwahlverfahren gewählt. Die Aufgaben des Generalrates umfassen die Budget- und Rechnungsabnahme, die Festlegung der Gemeindereglemente und die Kontrolle der Exekutive. Die Grafik rechts zeigt die Zusammensetzung des Generalrats nach den Wahlen vom 7. März 2021.

### Exekutive
Ausführende Behörde ist der Gemeinderat (conseil communal). Er besteht aus neun Mitgliedern und wird vom Volk im Proporzwahlverfahren gewählt. Die Amtsdauer beträgt fünf Jahre. Der Gemeinderat ist für die Vollstreckung der Beschlüsse des Generalrates, für die Ausführung der Gesetzgebung von Bund und Kanton sowie für die Repräsentation und Führung der Gemeinde zuständig. Stadtammann (syndic) ist Jacques Morand (FDP, seit April 2016).

### Nationalratswahlen
Bei den Schweizer Parlamentswahlen 2019 betrugen die Wähleranteile in Bulle: SP 24,9 %, FDP 22,0 %, CVP 16,7 %, SVP 15,3 %, Grüne 11,5 %, GLP 4,4 %, CSP 1,8 %, Ziel 2030 1,6 %.
Bei den Schweizer Parlamentswahlen 2023 betrugen die Wähleranteile in Bulle: SP 26,6 %, SVP 19,6 %, FDP 19,2 %, Die Mitte (ex CVP) 15,7 %, Grüne 10,8 %, GLP 2,6 %, Generation Die Mitte 2,4 %, CSP 1,3 %.

## Wirtschaft
Bulle war stets ein agrarisch geprägtes Städtchen. Die landwirtschaftlichen Erzeugnisse des Umlandes wurden hier verarbeitet und in den Handel gebracht. Bedeutend war der Handel mit Holz, Käse (insbesondere Greyerzer Käse) und Strohflechtwaren. Schon seit vielen Jahrhunderten werden Jahr- und Viehmärkte abgehalten. Noch in der ersten Hälfte des 20. Jahrhunderts konzentrierte sich die Industrie hauptsächlich auf die Holzverarbeitung, darunter Sägereien, Schreinereien, Möbelfabriken und Kistenfabriken. Die Diversifizierung der Industrie setzte erst nach 1950 ein.
Heute bietet Bulle als Wirtschaftszentrum des Greyerzerlandes rund 9000 Arbeitsplätze an. Mit 2 % der Erwerbstätigen, die noch im primären Sektor beschäftigt sind, hat die Landwirtschaft nur noch einen marginalen Stellenwert in der Erwerbsstruktur der Bevölkerung. Etwa 36 % der Erwerbstätigen sind im industriellen Sektor tätig, während der Dienstleistungssektor 62 % der Arbeitskräfte auf sich vereinigt (Stand 2001).
Die Landwirtschaft ist in Bulle hauptsächlich noch durch Milchwirtschaft und Viehzucht vertreten, nur geringe Bedeutung hat der Ackerbau. Die Wälder werden forstwirtschaftlich genutzt.
Seit den 1980er-Jahren entstanden entlang der Strassen am westlichen, nördlichen und östlichen Stadtrand grössere Industrie- und Gewerbezonen, darunter diejenigen von Planchy und Palud. Der sekundäre Sektor ist heute mit den Branchen Bau- und Transportgewerbe (Liebherr), Metallbau, mechanische Werkstätten, Nahrungsmittelindustrie (Käse und Schokolade), Kunststoff- und Holzverarbeitung sowie pharmazeutische, chemische und Textilindustrie vertreten. Von 1976 bis zur Insolvenz 2017 hatte die Modekette Yendi ihren Sitz in Bulle.
Am 12. Dezember 2022 hat das Stadtparlament von Bulle, der Generalrat, einem Landverkauf an die Rolex-Gruppe deutlich zugestimmt. Das Gelände an der Autobahn A12 ist so gross wie 15 Fussballfelder. Hier will Rolex ab 2029 an 2000 Arbeitsplätzen ihre Luxusuhren produzieren.
Bulle ist Sitz der Stadt- und Bezirksverwaltung, Standort verschiedener Banken, Versicherungen, Ingenieur-, Architektur- und Treuhandbüros. Weitere Arbeitsplätze gibt es in der Gastronomiebranche, in den zahlreichen Boutiquen und Läden der Stadt sowie im Kunsthandwerk (Holzschnitzerei und Keramik). Am Stadtrand entstanden grosse Einkaufsläden. Das 1873 in Bulle gegründete Bezirksspital wurde 1884 nach Riaz verlegt.

### Bildung und Sport
Als Regionalzentrum verfügt Bulle über sämtliche Schulstufen von der Primarschule bis zum Gymnasium. Das starke Wachstum der Region Gruyère machte in den letzten Jahrzehnten einen Ausbau des Schulwesens notwendig; das Gymnasium (Collège du Sud) wurde erst 1994 eröffnet. Daneben gibt es seit 1998 eine Berufsschule (Ecole professionnelle du Sud du Canton), ferner eine Hotelfachschule sowie mehrere Privat- und Spezialschulen.
Auch bezüglich Sportinfrastruktur ist Bulle gut ausgestattet. Es besitzt ein grosses Sportzentrum mit Fussball- und Tennisplätzen, einen Skate-Park, eine Eishalle und ein beheiztes Freibad.

### Kultur und Tourismus
Bulle ist das städtische Zentrum der Tourismusregion des Greyerzerlandes. Sehenswert sind die Altstadt mit dem Schloss und das Musée Gruérien, das seit dem Neubau von 1978 eine modern gestaltete Sammlung von handwerklichen und kulturellen Gütern der Region zeigt. In der nahen Region befinden sich das historische Städtchen Gruyères, der Greyerzersee und der Ausflugsberg Moléson. Die Region um Bulle ist sowohl auf den Sommer- als auch auf den Wintertourismus ausgerichtet. Im Weiteren bietet die Stadt mit dem Espace Gruyère (1998 eröffnet) ein Veranstaltungszentrum für Viehschauen und -märkte sowie für sportliche und kulturelle Anlässe. Unter letzteren sind der Marché Folklorique (jeden Donnerstag im Juli und August), der Weihnachtsmarkt, die Fasnacht sowie verschiedene weitere Festivitäten zu nennen. Ferner besitzt Bulle ein Kino, ein Theater und eine Stadtbibliothek.

### Verkehr
Die Stadt Bulle ist ein wichtiger Verkehrsknotenpunkt im Süden des Kantons Freiburg. Sie liegt an der Hauptstrasse 12 von Freiburg nach Vevey und bildet zudem das Tor zur Haute-Gruyère und zum Pays-d’Enhaut sowie zum Jauntal. In den 1960er-Jahren kämpfte die Stadt für die Führung der Autobahn A12 durch das Greyerzerland. Diese Verkehrsachse, die das Gemeindegebiet durchquert, seit 1981 von Bern bis Vevey durchgehend geöffnet ist und während rund 20 Jahren die einzige Autobahnverbindung von Bern in die Westschweiz war, führte zum enormen wirtschaftlichen Aufschwung der Region seit den 1980er-Jahren. Der nächste Anschluss ist rund 3 km vom Stadtzentrum entfernt. Als Tor zur Tourismusregion der Freiburger Alpen hatte Bulle besonders während der Wochenenden starken Durchgangsverkehr. Deshalb ist für Bulle und La Tour-de-Trême die Ortsumfahrung (H 189) gebaut worden, welche die Stadt heute wirksam vom Transitverkehr entlastet. Von der Umfahrung aus führt die Hauptstrasse 190 durch das Saanetal nach Château-d’Oex.
Ab dem Bahnhof Bulle ist die Stadt mit Romont/Fribourg/Bern, Châtel-St-Denis/Palézieux/Lausanne, Montbovon/Montreux oder Zweisimmen, sowie Broc verbunden. Mitte des 19. Jahrhunderts setzte sich die Stadt auch für die Führung der Eisenbahnlinie Lausanne – Bern über das Gemeindegebiet ein. Sie kam mit ihrem Anliegen jedoch nicht durch und brachte deshalb einen bedeutenden Geldbetrag für einen Bahnanschluss nach Romont auf. Am 1. Juli 1868 wurde die Stadt mit der Eröffnung der Strecke Romont-Bulle an das Bahnnetz angeschlossen. Als weitere Bahnlinien folgten am 14. Juli 1904 der Abschnitt Bulle-Vuadens der Strecke nach Châtel-St-Denis und am 21. September 1904 der Abschnitt Bulle-La Tour-de-Trême der Strecke nach Montbovon. Diese sind nun Teile der Bahnstrecke Palézieux–Bulle–Montbovon. Die Eröffnung der Nebenlinie nach Broc erfolgte am 24. Juni 1912.
Für die Feinverteilung im öffentlichen Verkehr sorgen mehrere Buslinien der Transports publics fribourgeois (TPF). Diese führen von Bulle nach Freiburg (über Le Bry oder La Roche), Broc (über Corbières), Grandvillard, Moléson-sur-Gruyères, Oron-la-Ville und Romont (über Le Châtelard oder Sâles). Der neue Busbahnhof wurde 1992 fertiggestellt.
Die TPF führen des Weiteren zwei Stadtlinien in Bulle: Linie 1 (Marsens–La Tour-de-Trême–Epagny) und Linie 2 (Morlon–Vuadens).

## Geschichte
Das Gemeindegebiet von Bulle war bereits vor der Zeitenwende besiedelt. Das älteste Zeugnis menschlicher Anwesenheit ist ein Hügelgrab der Hallstattzeit. Sehr wahrscheinlich existierte auch während der Römerzeit eine Siedlung, von der jedoch kaum Überreste vorhanden sind.
Die erste urkundliche Erwähnung des Ortes datiert ins Jahr 852 unter dem Namen Butulo – latinisiert Bulium. Später erschienen die Bezeichnungen Bulo (859), Butulum (867), Bollo (um 1200), Bullo und Bullos (1225). Der Ortsname ist vermutlich vom französischen Wort butte (in der Bedeutung von Erdhügel) abgeleitet.
Die Ursprünge des heutigen Bulle liegen weitgehend im Dunkeln. Kern der Siedlung war wahrscheinlich die im 6. oder 7. Jahrhundert vom Bischof von Lausanne gestiftete Kirche Saint-Eusèbe, welche die Mutterkirche des Greyerzerlandes war und bis zur Gründung der Pfarrei Gruyères im 13. Jahrhundert die Funktion der Pfarrkirche des gesamten Saanetals von La Roche im Norden bis Montbovon im Süden innehatte. Das Gebiet von Bulle gehörte deshalb bereits seit dem 6. Jahrhundert dem Bischof von Lausanne und zählte damit neben Avenches und Curtilles zu den ältesten direkt dem Bischof unterstellten Gebieten.
Später scheinen auch die Vorfahren der Grafen von Greyerz Rechte an der Siedlung besessen zu haben. Nachdem die Grafen sich auf dem Hügel von Gruyères (5 km von Bulle entfernt) niedergelassen, das Städtchen Gruyères gegründet und ihre Machtstellung in der Region mit der Grafschaft Greyerz rasch ausgebaut hatten, kam es seit dem frühen 12. Jahrhundert zu zahlreichen Auseinandersetzungen zwischen dem Bischof und den Grafen. Als Folge eines dieser Konflikte kam Bulle nach 1190 wieder in den alleinigen Besitz der Bischöfe von Lausanne. Diese hoben zudem 1196 den Markt von Greyerz auf und bauten dafür den älteren Markt von Bulle aus.
Ab 1231 wurde der bis dahin kleine Marktflecken auf Veranlassung der Bischöfe zur Stadt mit Wehrmauern und einem Schloss erweitert. Es existiert zwar keine eigentliche Urkunde über die Verleihung des Stadtrechts, die Bürger erhielten aber nach und nach Freiheiten und Rechte ähnlich jenen der Stadt Lausanne. Die Bischöfe wurden in Bulle durch einen Kastlan und einen Meier vertreten, wobei der Posten des Meiers bis im 15. Jahrhundert dem Adelsgeschlecht der Herren von Bulle vorbehalten war.
Im Gegensatz zu weiteren Städten der Region erlebte Bulle durch seine Lage am Handelsweg von Vevey nach Freiburg und Bern auch nach 1350 einen weiteren wirtschaftlichen Aufschwung, der selbst durch den Stadtbrand im Jahr 1447 kaum beeinträchtigt wurde. Im Rahmen der Burgunderkriege schloss die Stadt 1476 einen Burgrechtsvertrag mit Freiburg, der sie von den Plünderungszügen der Eidgenossen verschonte.
Als die Berner 1536 das Waadtland eroberten und der Bischof von Lausanne fliehen musste, stellte sich Bulle unter den Schutz der Stadt Freiburg. Dieser Schutz entpuppte sich jedoch bald als Herrschaft, denn Freiburg eignete sich die bischöflichen Ländereien an und errichtete 1537 die Vogtei Bulle, zu der neben der Stadt Bulle und dem Dorf Riaz auch die Exklaven Albeuve und La Roche mit Pont-la-Ville gehörten. In der nun folgenden Zeit bis 1798 residierten 54 Vögte auf dem Schloss Bulle.

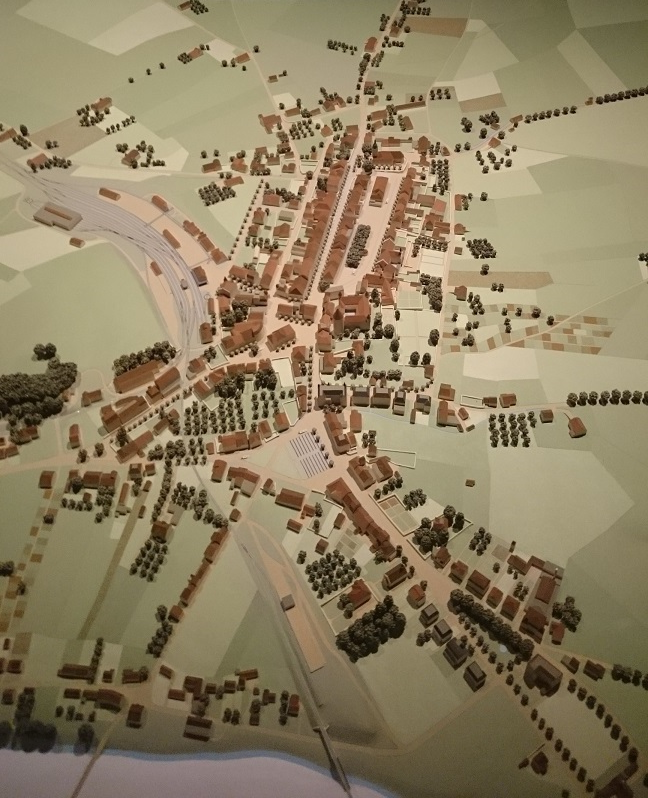
Bulle 1914

Flugaufnahme 1954

Im 17. und 18. Jahrhundert wurde die Marienstatue Notre-Dame de Pitié (auch Notre-Dame de Compassion) in der Kapelle des Hospitals zu einem bedeutenden Wallfahrtsziel, das auch Pilger aus Savoyen und der Freigrafschaft Burgund anzog. Ansonsten lebte Bulle vom Handel mit Vieh und Käselaiben.
1798 begrüssten die Stadtbewohner den Einmarsch der französischen Truppen. Bereits am 26. Januar 1798 wurde der Freiheitsbaum aufgestellt und der Landvogt aus der Stadt gejagt. Bulle wäre nun gern der Lemanischen Republik beigetreten, musste aber bei Freiburg bleiben. Es wurde zum Hauptort des neu gegründeten Bezirks Bulle, der die westlich der Saane und nördlich der Trême gelegenen Teile des Greyerzerlandes umfasste. Mit der Neuordnung der Bezirke im Rahmen der Freiburger Kantonsverfassung von 1848 wurde der Bezirk Bulle in den Bezirk Gruyère eingegliedert. Als Hauptort des neuen Bezirks Gruyère wurde Bulle bestimmt.
Am 2. April 1805 wurde fast die gesamte Stadt durch eine Feuersbrunst eingeäschert. Beim rund fünfzigjährigen Wiederaufbau wurde das Stadtbild entscheidend verändert: Mehrere Häuserzeilen wurden zugunsten eines grossen Marktplatzes nicht wieder aufgebaut. Die Tore und Mauern wurden in den 30er-Jahren des 19. Jahrhunderts abgerissen.
Zu Beginn des 19. Jahrhunderts entwickelte sich Bulle zum Zentrum der Opposition gegen die konservative Kantonsregierung. 1848 entstand eine Sektion des Arbeitervereins Grütli. Die Stadt war mehrfach Schauplatz politischer Auseinandersetzungen. Einen bedeutenden wirtschaftlichen Aufschwung erfuhr Bulle nach der Anbindung an das schweizerische Eisenbahnnetz im Jahr 1868, als die Strecke von Romont nach Bulle eröffnet wurde.
1933 wurde Pierre-Nicolas Chenaux (1740–1781), der 1781 den Chenaux-Handel, einen Aufstand gegen das Patriziat der Alten Eidgenossenschaft angeführt hatte, ein Denkmal errichtet.
In der Schweiz im Zweiten Weltkrieg kam es 1944 zum Aufruhr von Bulle: Nachdem die Bundesbehörden einen Metzger verhafteten, der gegen die kriegswirtschaftlichen Vorschriften zur Fleischrationierung verstossen hatte, rotteten sich bis zu tausend Menschen zusammen, die die Berner Beamten bedrängten und verprügelten. Diese flohen ins Schloss Bulle und verbarrikadierten sich im Gerichtssaal. Nur der Schutz der Polizei bewahrte sie vor einem schlimmen Ausgang; ihre Autos wurden demoliert. Die Freiburger Presse und Regierung schoben der «ausufernden Vollmachtenpolitik des Bundes» die Schuld für den Vorfall zu. 1945 verurteilte ein Bundesstrafgericht in Freiburg die 14 angeklagten Krawallanten zu kurzen bedingten Gefängnisstrafen.
Im Rahmen der seit 2000 vom Kanton Freiburg geförderten Gemeindefusionen wurde die früher selbständige Gemeinde La Tour-de-Trême mit Wirkung auf den 1. Januar 2006 nach Bulle eingemeindet.

## Sehenswürdigkeiten

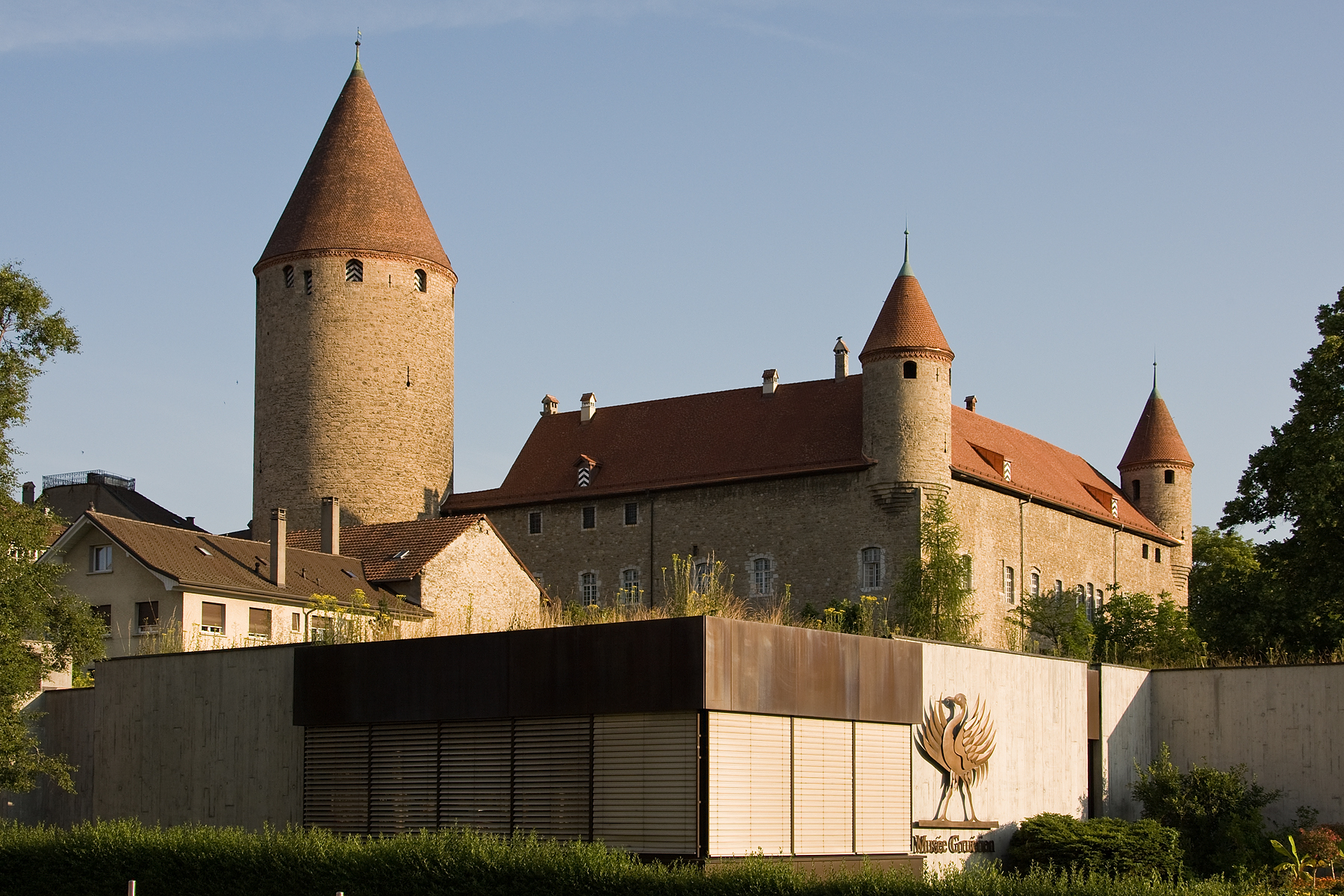
Schloss Bulle

Bulle besitzt ein malerisches Stadtbild, dessen Bürgerhäuser hauptsächlich aus dem frühen 19. Jahrhundert (nach dem Stadtbrand von 1805) stammen. Der rechteckige Stadtgrundriss zeigt eine Ausdehnung von rund 400 m × 150 m und weist zwei parallele Hauptgassen sowie mehrere Quergässchen auf, wobei das Schloss den südlichen, die Stadtkirche den nördlichen Abschluss bilden. Von der ehemaligen Stadtbefestigung ist kaum mehr etwas erhalten.
Das Schloss Bulle wurde im 13. Jahrhundert unter den Bischöfen von Lausanne in Anlehnung an das Carré Savoyard erbaut. Seine Südostecke ist durch einen imposanten runden Donjon mit einer Höhe von 33 m, einem Durchmesser von 13,5 m und einer 2,2 m mächtigen Mauer geschützt, während an den anderen drei Ecken die Türme wie Echauguetten auf die Ringmauer aufgesetzt sind. Das Schloss erfuhr im Lauf der Zeit nur geringe Veränderungen, beispielsweise im 16. Jahrhundert unter den freiburgischen Vögten. Es dient heute als Verwaltungssitz des Bezirks Gruyère.
Die Pfarrkirche geht im Kern vermutlich auf das 7. Jahrhundert zurück; erwähnt ist sie seit dem 9. Jahrhundert. Sie wurde 1478 ein Raub der Flammen. Auch der Neubau von 1751 wurde beim Stadtbrand von 1805 schwer beschädigt. Ihre heutige Gestalt erhielt die Pfarrkirche Saint-Pierre-aux-Liens beim Wiederaufbau von 1812 bis 1816; 1913 wurde sie nochmals vergrössert. Neben der Kirche steht das Hôtel des Trois Couronnes, die ehemalige Markthalle, die 1805 neu erbaut wurde.
Nahe dem Schloss befindet sich die 1663 bis 1688 erbaute Kirche Notre-Dame-de-Compassion mit einem barocken Hochaltar von 1692 und einer bedeutenden Sammlung von Votivbildern aus dem 17. und 18. Jahrhundert. Die Kirche gehörte zum Kloster der Kapuziner, welche das Spital von Bulle betreuten. Die Marienstatue war früher ein bedeutendes Pilgerziel.

## Persönlichkeiten
- Joseph Ackermann (1901–1987), Politiker (CSP)
- Raymond Baudère (1920–2007), Politiker (KVP)
- Maurice Demierre (1957–1986), Entwicklungshelfer
- Jason Dupasquier (2001–2021), Motorradrennfahrer
- Johanna Gapany (* 1988), Politikerin (FDP)
- Erhard Loretan (1959–2011), Höhenbergsteiger
- Paul Morard (1879–1930), Jurist und Politiker (CVP)
- Frank Charles Peyraud (1858–1948), Maler
- Louise de Reynold (1827–1912), Wohltäterin
- Jean-François Rime (* 1950), Unternehmer und Politiker (SVP)
- Léon Savary (1895–1968), Schriftsteller und Journalist